# 御園座
御園座（みそのざ）は、愛知県名古屋市中区栄にある劇場。または同劇場を管理する企業。名古屋証券取引所メイン市場単独上場銘柄である。

## 会社概要
運営会社の株式会社御園座は、1896年（明治28年）に名古屋劇場株式会社として設立。劇場は2013年3月にいったん閉館。建替え後の2018年4月にこけら落し公演（「名古屋御園座こけら落とし四月大歌舞伎」）が行われる。御園座会館内の、駐車場「みそのざパーキング」の運営や賃貸オフィスといった不動産事業を行っている。なお、瀬戸市で運営していた老人ホーム「ミソノピア」は、2013年（平成25年）8月に子会社であるミソノピア株式会社の株式譲渡により撤退。同じく子会社で劇場内における興行専用機器のリースを行っていた、みその事業株式会社は2014年（平成26年）9月に清算されている。

## 沿革

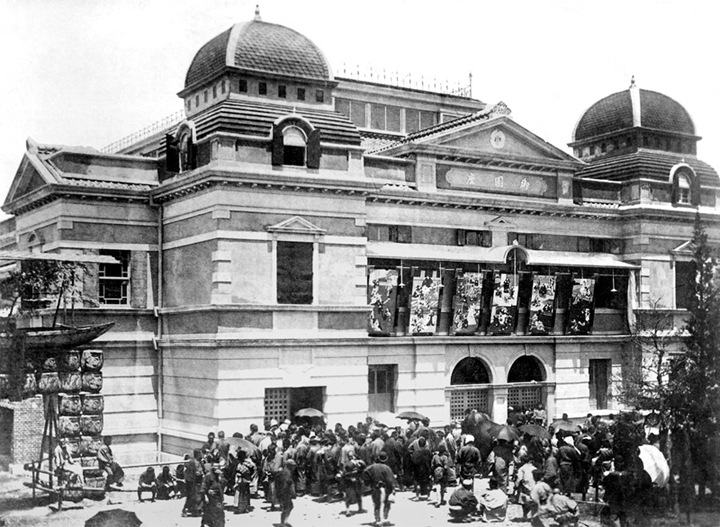
開業当時（明治30年）の御園座

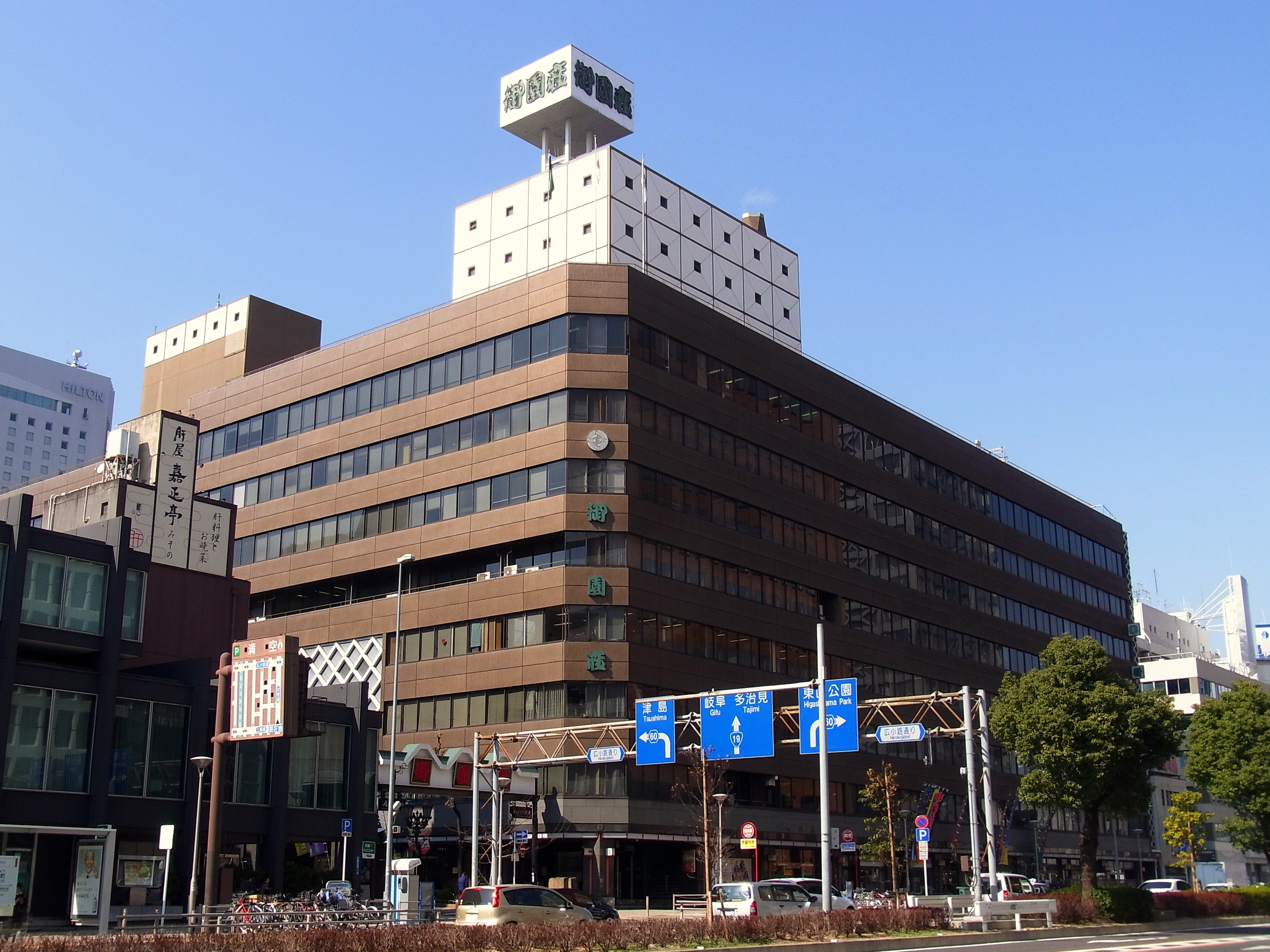
御園座会館（2011年2月）

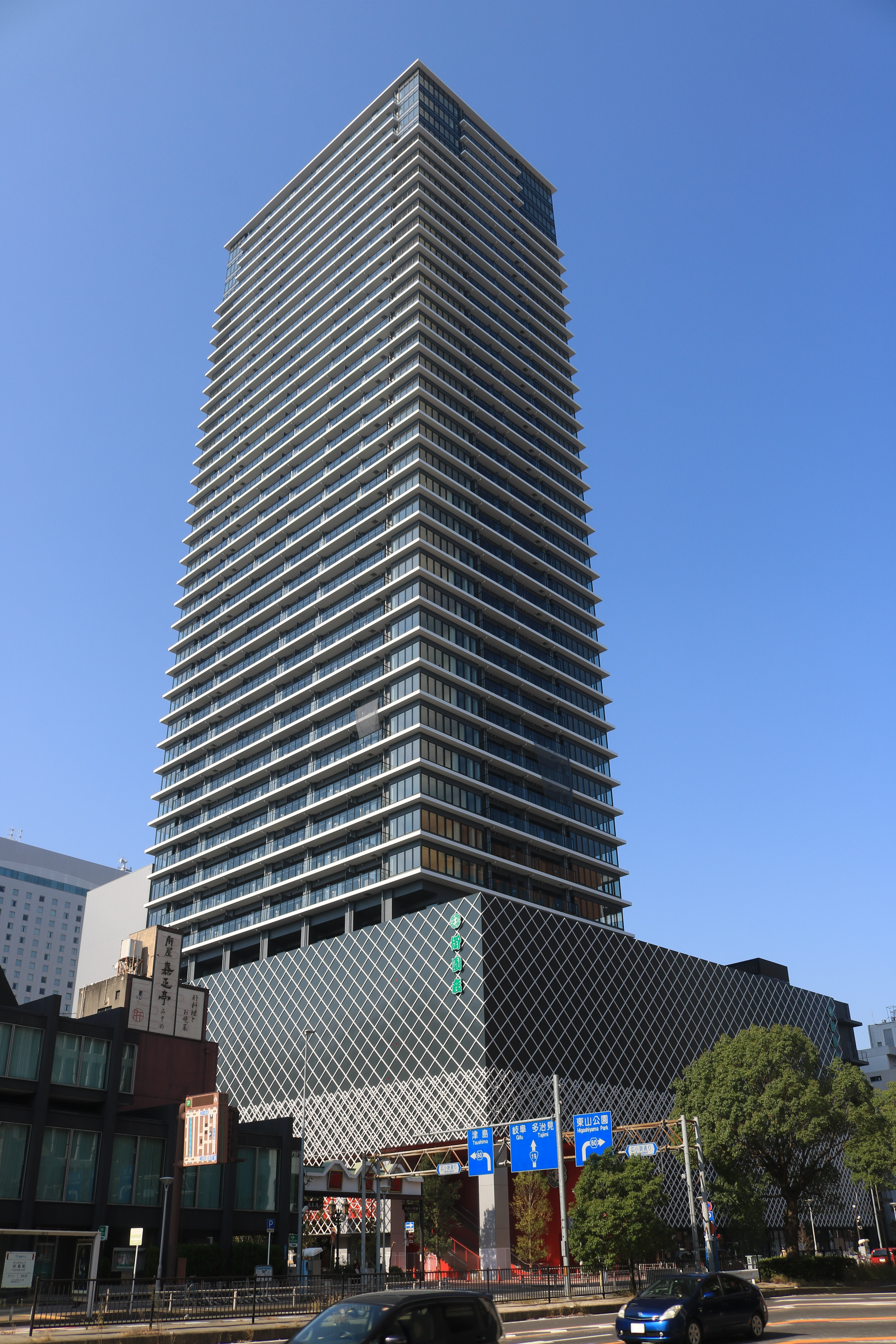
2017年12月に完成したグランドメゾン御園座タワー

1895年、名古屋の財界有志により名古屋劇場株式会社が創立され、長谷川太兵衛が初代社長に着任した。長谷川は東京や京都などの劇場を回り、東京・明治座を手本とする劇場を建設。翌1896年6月19日、初代市川左團次一座の杮落としで開場した。
1935年に新しい劇場が完成した。名古屋大空襲で全焼し、1947年に再建。しかし1961年の火災で再び焼失。再建後、御園座会館となり、ボウリング場（みそのボウリングセンター）やビリヤード場を併設（1974年閉鎖）、地階には演劇に関する資料・書籍を所蔵する御園座演劇図書館を設置した。
2011年8月、不況による5年連続赤字のために、現在地で御園座会館を建て替えると新聞発表され、2012年10月24日に具体的な建て替え計画を発表した。新しい建物は、現在と同じ場所に建ち、高さ約170m、地上45階、地下2階。低層階に劇場や店舗、中高層階は分譲マンションになる。
2013年1月、同年2月1日より全社員の4割弱に相当する20人を目途に希望退職者を募集すると発表。また、同月14日、私的整理の手法である事業再生ADR手続の利用を申請。2012年末時点で5億5,300万円の債務超過に陥っていることが報道された。
劇場は2015年3月で閉館。事業再生ADR手続では、御園座の土地・建物を積水ハウスに売却して、38億円の借入金を返済し、御園座の地元企業に融資を募り、劇場ビルを建て替え、2018年の劇場開場を目指すことになった。
2013年4月26日事業再生ADR手続成立、債権者会議で三菱東京UFJ銀行など8金融機関が再建計画案に同意。
2013年5月1日、再開発共同事業者の積水ハウスに御園座の土地・建物を60億円で売却する契約を交わす。即日、御園座の借金38億円完済。2013年5月15日、2014年3月末まで名古屋証券取引所に上場廃止猶予延長。

2013年6月10日、御園座から4月下旬に要請されていた出資（愛知県2億円、名古屋市2億円の計4億円）について、民間企業に公金を直接支出するのは困難だが、新ビルの敷地内に一般開放する空地を確保するなど一定の条件を満たせば国と県と市が関連費用を補助できる制度を活用する方向で御園座側と協議を続けると記者会見で明らかにした。
2013年8月15日、名古屋財界185の企業・団体・個人から出資約33億4000万円、三菱東京UFJ銀行から融資約6000万円の計34億円の目標額を達成し、債務超過を解消、名古屋証券取引所の上場廃止を回避。愛知県・名古屋市は建て替えの補助金で、松竹・東宝・中日新聞は公演の協力で御園座を支援。土地・建物は既に積水ハウスに売却しているが、新ビル完成後に劇場部分を買い戻す予定。
新ビルの計画は地上41階、地下1階、高さ150メートル、1階に店舗、2階-4階に劇場、5階から最上階に分譲マンションを供給、2017年末に完成させる。
建替期間中は名古屋市民会館や中日劇場を借りて年5ヶ月間の公演を続ける予定。
2015年3月31日に新ビルの着工が始まった。グランドメゾン御園座タワー（栄一丁目御園座共同ビル計画）となる。「御園座」と商業施設、304世帯の分譲マンションから構成され、建築家の隈研吾が監修した。
2018年4月1日、劇場、演劇図書館、再開場。演劇図書館はグランドメゾン御園座タワー2階、入場無料、広さは約40平方メートル、2018年度の当面、公演日は毎日開館、貸出はしない。開館日は御園座主催の公演期間中、午前10時~午後4時(昼休みあり)不定休。
2022年3月14日、株主総会での議事の円滑進行への協力要請の謝礼として公演の観劇券二枚（計四万円）を総会屋に供与したとして、会社法違反（利益供与）の疑いで、社長と総務経理担当の課長が書類送検された。3月18日、名古屋地方検察庁は2人と総会屋の男を不起訴処分にした。起訴猶予処分とみられる。

## 主な演目
- 歌舞伎
- 商業演劇 - 松竹・東宝製作の演劇の他、演歌歌手が座長を務めるいわゆる「歌手芝居」などを上演（この場合の演目は、東京・明治座、大阪・新歌舞伎座と共通になることが多い）。
- 演歌歌手のコンサート
- スーパー歌舞伎 - 2018年5月『スーパー歌舞伎II ワンピース』上演[17]。
- 滝沢歌舞伎 - 2018年6月上演[17]。
- ミュージカル - 2018年8月公演で『モーツァルト!』上演[18]。
- 志村魂 - 2018年8月上演[17]。
- 名古屋をどり - 2018年9月上演。
- 吉本新喜劇 - 2018年11月上演[17]。
- 加藤登紀子ほろよいコンサート - 2018年12月上演[17]。
- 新派公演 - 2019年9月20日~23日上演[19]。
- 宝塚歌劇団-名古屋公演を当劇場で2020年・22年・23年に開催。公演時期は各年2月〜3月[20]。

## 座席数
建て替え前の劇場は1,656席（2007年春のリニューアル工事後）であった。
2018年4月1日開業後は1299席、花道設置時1,219席、オケピット設置時1131席。
椅子の下に個別の空調を設け、座席での飲食を可能とした。ドリンクホルダーを各席に設置。1階最後部3列は舞台が見づらかったので座席の同色のクッションを敷き座高を後ろから8センチ、４センチ、2センチ上げ、見やすくした。

## 定紋
蜻蛉。二匹が向き合う形

## その他
当日券の3幕目公演までに空席が有れば、3幕目のみ割引料金で観覧できるチケット販売があった。昼の部はチケット販売窓口で現金・クレジットカードで、夜の部は南正面入り口で現金のみで、購入できた。歌舞伎の見取り狂言（演目の名場面だけを取り出して上演すること。）や歌手の座長公演の歌謡ショーだけが見られ、歌舞伎座の一幕見席と違って、1階席から3階席まで空席さえ有れば、どの席でも割引料金で観覧できたので、1日がかりの観覧は無理だが、1幕のみの観覧は可能、仕事帰りの観覧は可能、歌謡ショーのみ見たい等の要求に応えることが出来た。
2018年10月から演目の一部を格安で見られる「一幕見席」を試験的に導入。
2018年再開の舞台は大迫りが2機になり、本水の使用が可能となり、宙乗りも花道上ではなく客席を対角線上に飛び客の頭上を演者が舞う。
劇場内の売店「ドリンクコーナーさくら」で購入することができるアイス最中が有名で、購入するために行列ができるほどである。別の場所にある売店「オリジナルショップひまわり」ではお持ち帰り専用に梱包されたアイス最中が購入できる。
2018年4月開場の劇場の女子トイレ数は52になり（旧劇場は47）、一方通行で利便性が向上。字幕ガイドを導入し、聴覚障碍者へのガイドや歌舞伎やオペラの解説、英語版などの文字で見られるサービス開始。2018年5月客の要望によりロッカー設置。客のアンケートを投書する目安箱設置。一階切符売り場の営業日は年末年始を除く毎日午前10時-午後6時。
本劇場での興行の成功を祈念するイベントとして、出演する役者の船乗り込みが熱田区の白鳥公園桟橋で行われた。堀川を北上し、劇場近くを通る広小路通（愛知県道60号名古屋長久手線）の納屋橋桟橋より上陸した。